# شيبلي (دائرة انتخابية في المملكة المتحدة)
شيبلي (بالإنجليزية: Shipley)‏ هي إحدى الدوائر الانتخابية في المملكة المتحدة الممثلة في مجلس العموم في برلمان المملكة المتحدة.
عضو البرلمان الذي يمثلها حالياً هو :Philip Davies (Con).